# Municipio de Union (condado de Snyder)
El municipio de Union (en inglés: Union Township) es un municipio ubicado en el condado de Snyder en el estado estadounidense de Pensilvania. En el año 2000 tenía una población de 1.519 habitantes y una densidad poblacional de 40 personas por km².

## Geografía
El municipio de Union se encuentra ubicado en las coordenadas 40°43′00″N 76°52′59″O / 40.71667, -76.88306.

## Demografía
Según la Oficina del Censo en 2000 los ingresos medios por hogar en la localidad eran de $38,958 y los ingresos medios por familia eran $41,830. Los hombres tenían unos ingresos medios de $29,050 frente a los $19,881 para las mujeres. La renta per cápita para la localidad era de $14,115. Alrededor del 9,9% de la población estaban por debajo del umbral de pobreza.